# Нижний Имек
Нижний Имек (хак. Ибік пилтірі) — деревня в Таштыпском районе Хакасии.
Находится в 7 км к северо-востоку от райцентра — села Таштып. Расстояние до ближайшей ж.-д. станции Усть-Есь — 33 км.
Население — 398 чел. (на 01.01.2004), в том числе русские — 63 %, хакасы — 35,9 % и др.
В 1870 на месте совр. Н. И. была образована казачья станица Нижнеимекская (320 дворов)., в виде казачьих выселок Таштыпской станицы. Военную службу казаки несли на Русско-китайской  границе и в составе Енисейского казачьего конного полка ( обр. в 1822 г. по реформе русского политического деятеля М.М. Сперанского).   После Октябрьской революции многие таштыпские и имекские казаки были раскулачены и репрессированы.
В начале 1920-х жителями деревень Нижний Имек, Бутрахты, Таштып, Большой Бор была основана деревня Верхний Имек.
В 1927—1928 в деревне Н. И. был образован колхоз «Бойкот кулаку», переименованный в колхоз им. К.Маркса. В 1950-е Н. И. становится фермой № 6 совхоза «Таштыпский». В годы ВОВ в Н. И. находился детдом. В 1990-е совхоз «Таштыпский» преобразован в ОАО «Таштыпское». Других предприятий нет. В Н. И. находится начальная школа, дом культуры, памятник погибшим в ВОВ воинам-землякам. Одним из знаменитых жителей Нижнего Имека явл. георгиевский кавалер казак Иван Михайлович Лукин - конюх местного колхоза им. Карла Маркса, удостоенный за работу звания Героя Социалистического Труда ( 1947 г.) 

## Население
| 2002 | 2010 |
| ---- | ---- |
| 358  | ↗409 |